# Joepie (KSA)
Joepie is een vierdaagse staptocht die om de twee jaar wordt georganiseerd vanuit de jeugdwerking KSA (Katholieke Studentenactie). Tijdens dit evenement gaan 14- tot 16-jarigen 100 kilometer overbruggen om uiteindelijk aan te komen in 'stad X'. Hierbij zoeken de jongeren zelf hun weg met behulp van tochttechnieken. 

## Organisatie
De staptocht vindt tweejaarlijks plaats in paasvakantie. In elke provinciehoofdstad krijgt iedere groep van de organisatoren treintickets naar een onbekende startplaats. Deze is verschillend van groep tot groep, maar vaak lopen groepen van hetzelfde gewest eenzelfde traject. Om de zoveel kilometer komt de groep een controlepost (CP) tegen, die ze voorziet van een nieuwe tochttechniek om de weg te vinden naar de volgende post. Bij het bereiken van de laatste CP van de dag, is het aan de groep om een slaapplaats te vinden voor de nacht. In het merendeel van de gevallen wordt hierbij beroep gedaan op bewoners uit de buurt.
Na vier dagen, en ongeveer 100 kilometer stappen, bereiken alle groepen eenzelfde eind locatie: stad X. Hier is een dorp opgetrokken om de stappers te voorzien van drank, eten, optredens en randanimatie alvorens ze weer op de trein naar huis stappen.

## Geschiedenis
Een oplijsting van alle 'stad X' locaties van de voorbije edities:
- 1965 Leuven
- 1967 Lier
- 1969 Waregem
- 1971 Neerpelt
- 1973 Temse
- 1975 Diest
- 1977 Herentals
- 1979 Kortrijk
- 1981 Genk
- 1983 Deinze
- 1985 Mechelen
- 1987 Brugge
- 1989 Aarschot
- 1991 Aalst
- 1993 Tongeren
- 1995 Londerzeel
- 1997 Ingelmunster
- 1999 Sint-Truiden
- 2001 Dendermonde
- 2003 Mol
- 2005 Ieper
- 2007 Hasselt
- 2009 Geraardsbergen
- 2011 Tienen
- 2013 Oostende[4]
- 2015 Puurs
- 2017 Bilzen[5]
- 2019 Oudenaarde
- 2021 Heel Vlaanderen en Brussel (COVID-editie)[6]
- 2023 Tielt
- 2025 Zwijndrecht